# 学業不振

学業不振（がくぎょうふしん）とは、学習上の成果が目標に達しないことである。学力不振・学習の遅れとも呼ばれることがある。

## 概要
学業不振にある子どもを学業不振児（がくぎょうふしんじ）という。知的障害により知能が低い場合は学業遅滞、知的障害はないが脳機能に障害があるため学力が低い場合は「学習障害」（LD）として、学習障害とは区別される。
一般的に、学習を継続するにあたって必要な学力がともなわないことを指すことが多い。後期中等教育以降においては、単位修得、進級、卒業などの障害となることもある。
子どもの学業不振の原因については、子どもが学習することに好感を抱いていないこと、家庭に学習環境がないことなどが考えられてきたが、1990年代からは、学習障害や発達障害との関係性の指摘もされてきている。学業不振を本質的に解決するには、学業不振の状況にある子どもに個別に合わせた学習支援を行うことであるが、時間的な都合もあり、学校による支援には限界もあるといわれている。